# Батальони за сигурност
Батальоните за сигурност (на гръцки: Τάγματα Ασφαλείας) са гръцки колаборационистки военни групи, създадени по време на окупацията на Гърция от страна на силите на Оста по времето на Втората световна война.

## История
Батальоните за сигурност са формирани през 1943 година от марионетното правителство на Йоанис Ралис. Те са подпомогнати от крайно десните и про-нацистите, но също и от някои центристки политици, които се притесняват за разширение на влиянието на ЕЛАС (военно крило на комунистическата партия, доминираща в Националния освободителен фронт ЕАМ) като основа на гръцката съпротива. Сред членовете на Батальоните за сигурност са бивши офицери, насила набрани войници, крайно десни фанатици и опортюнисти, вярващи в крайната победа на Оста.
Основната задача на Батальоните за защита са да се противопоставят на ЕЛАС. Общата им сила е максимално 22 000 души, разделени в 9 евзонни и 22 доброволчески батальони, под командата на СС генерал-лейтенант Валтер Шимана. Въпреки че по план трябва да извършват дейност във всичките окупирани гръцки територии, техно основно поле на действие са източна Централна Гърция и Пелопонес. По това време ЕЛАС придобива контрол над 1/3 от континентална Гърция. Батальоните за сигурност остават верни на германците дори след като окупацията пропада. Последните им задачи са да спират достъпа на ЕЛАС до основните пътища с цел да защитят изтеглящите се от Гърция германски войски.
Части на Батальоните за сигурност извършват едни от най-големите си зверства в сътрудничество с немския сержант Фридрих Шуберт и гръцкият колаборационист Георгиос Пулос на 24 април в Катраница и на 15 септември в Енидже Вардар, в които са убити съответно 318 и 103 души, предимно членове на Българския червен кръст и на Централния българомакедонски комитет.
По време на войната про-съюзническото гръцко правителство в изгнание осъжда Батальоните за сигурност за предателство. След освобождението на Гърция частите са разформировани, а много от членовете и са съдени и осъдени за колаборационизъм. Основателят на батальоните Йоанис Ралис е осъден на доживотен затвор за измяна и умира в затвор през 1946 година.
При избухването на Гръцката гражданска война обаче, много от членовете на батальоните са набрани към жандармерията, на страната на британците и правителството, за борба срещу партизаните от ЕЛАС. Тези групи участват активно и в борбата със Славяномакедонския народоосвободителен фронт, част от Гръцката комунистическа партия.

## Военни единици
- Доброволчески батальон I (Бер)
- Доброволчески батальон II (Бер)
- Доброволчески батальон III (Сервия - Кожани)
- Доброволчески батальон IV (Енидже Вардар)
- Доброволчески батальон V (Кожани, Кайляри)
- Доброволчески батальон VI (Кожани)
- Доброволчески батальон VII (Сухо - Лъгадина, Кукуш)
- Доброволчески батальон VIII (Сухо - Лъгадина)
- Доброволчески батальон IX (Пласничево)
- Доброволчески батальон X (Вич и Евбея)
- Доброволчески полицейски батальон „Тесалоники“ (Солун)
- Доброволчески полицейски полу-батальон „Лариса“ (Лариса)
- Доброволчески полицейски батальон „Евбея І“
- Доброволчески полицейски батальон „Евбея ІІ“ (Халкида)
- Доброволчески полицейски батальон „Евбея ІІІ“ (Халкида)
- Доброволчески полицейски батальон „Леондиса“ (Спарта)
- Доброволчески батальон „Агриниос“ (Агринио)
- Доброволчески батальон „Мегалополис“ (Мегалополи)
- Доброволчески батальон „Амфиса“ (Амфиса)
- Доброволчески батальон „Кардица“ (Кардица)